# Hermann Buchterkirchen
Hermann Buchterkirchen (* 27. September 1906 in Weimar; † 1983) war ein deutscher Politiker (CDU). Er war Oberbürgermeister der Stadt Weimar.

## Leben
Buchterkirchen, Sohn eines Handwerkers, war nach einer Bäckerlehre als Bäckermeister tätig. 1946 trat er der CDU bei. Von September 1948 bis März 1953 war er Oberbürgermeister von Weimar. Später war er Vorsitzender der Kreishandwerkskammer Erfurt, Abgeordneter des Bezirkstags Erfurt und Mitglied des Bezirksvorstandes der CDU.
1959 erhielt Buchterkirchen den Vaterländischen Verdienstorden in Bronze.
Thomas Mann, der Buchterkirchen anlässlich der Verleihung des Goethe-Preises und der Ehrenbürgerschaft der Stadt Weimar 1949 kennengelernt hatte, schrieb über ihn:

„Ich habe den Oberbürgermeister von Weimar, Buchterkirchen, sehr schätzen gelernt – einen Mann, der seine unbezweifelbare Loyalität gegen den neuen Staat mit der Anhänglichkeit an – lassen Sie mich sagen: konservativere Ideale zu vereinigen weiß.“